# Le Mesnil-sur-Bulles
Le Mesnil-sur-Bulles és un municipi francès, situat al departament de l'Oise i a la regió dels Alts de França. L'any 2007 tenia 237 habitants.

## Demografia

### Població
El 2007 la població de fet de Le Mesnil-sur-Bulles era de 237 persones. Hi havia 88 famílies de les quals 16 eren unipersonals (8 homes vivint sols i 8 dones vivint soles), 25 parelles sense fills, 34 parelles amb fills i 13 famílies monoparentals amb fills.
La població ha evolucionat segons el següent gràfic:
Habitants censats

### Habitatges
El 2007 hi havia 98 habitatges, 85 eren l'habitatge principal de la família, 6 eren segones residències i 7 estaven desocupats. Tots els 98 habitatges eren cases. Dels 85 habitatges principals, 79 estaven ocupats pels seus propietaris i 6 estaven llogats i ocupats pels llogaters; 3 tenien dues cambres, 30 en tenien tres, 20 en tenien quatre i 33 en tenien cinc o més. 77 habitatges disposaven pel capbaix d'una plaça de pàrquing. A 32 habitatges hi havia un automòbil i a 52 n'hi havia dos o més.

### Piràmide de població
La piràmide de població per edats i sexe el 2009 era:
| Homes | Edats   | Dones |
| ----- | ------- | ----- |
| 0     | 95 o +  | 0     |
| 0     | 90 a 94 | 0     |
| 0     | 85 a 89 | 0     |
| 0     | 80 a 84 | 8     |
| 4     | 75 a 79 | 4     |
| 0     | 70 a 74 | 0     |
| 0     | 65 a 69 | 0     |
| 4     | 60 a 64 | 4     |
| 4     | 55 a 59 | 0     |
| 4     | 50 a 54 | 12    |
| 0     | 45 a 49 | 4     |
| 4     | 40 a 44 | 4     |
| 8     | 35 a 39 | 4     |
| 16    | 30 a 34 | 16    |
| 12    | 25 a 29 | 8     |
| 0     | 20 a 24 | 8     |
| 8     | 15 a 19 | 0     |
| 4     | 10 a 14 | 12    |
| 4     | 5 a 9   | 20    |
| 4     | 0 a 4   | 16    |

## Economia
El 2007 la població en edat de treballar era de 154 persones, 123 eren actives i 31 eren inactives. De les 123 persones actives 110 estaven ocupades (63 homes i 47 dones) i 12 estaven aturades (3 homes i 9 dones). De les 31 persones inactives 7 estaven jubilades, 15 estaven estudiant i 9 estaven classificades com a «altres inactius».

### Ingressos
El 2009 a Le Mesnil-sur-Bulles hi havia 80 unitats fiscals que integraven 232,5 persones, la mediana anual d'ingressos fiscals per persona era de 17.976 €.

### Activitats econòmiques
Els 3 establiments que hi havia el 2007 eren d'empreses de construcció.
Dels 3 establiments de servei als particulars que hi havia el 2009, 1 era un paleta, 1 fusteria i 1 lampisteria.
L'any 2000 a Le Mesnil-sur-Bulles hi havia 6 explotacions agrícoles.

## Equipaments sanitaris i escolars
El 2009 hi havia una escola elemental integrada dins d'un grup escolar amb les comunes properes formant una escola dispersa.

## Poblacions més properes
El següent diagrama mostra les poblacions més properes.